# بابايورت
بابايورت (بالروسية: Бабаюрт) هي مدينة في جمهورية داغستان في روسيا. ويبلغ عدد سكانها حوالي 13501  نسمة.